# کیاندرا، نیو ساوت ولز
کیاندرا (به انگلیسی: Kiandra) یک شهرک در استرالیا است که در نیو ساوت ولز واقع شده‌است.